# Alicia Witt

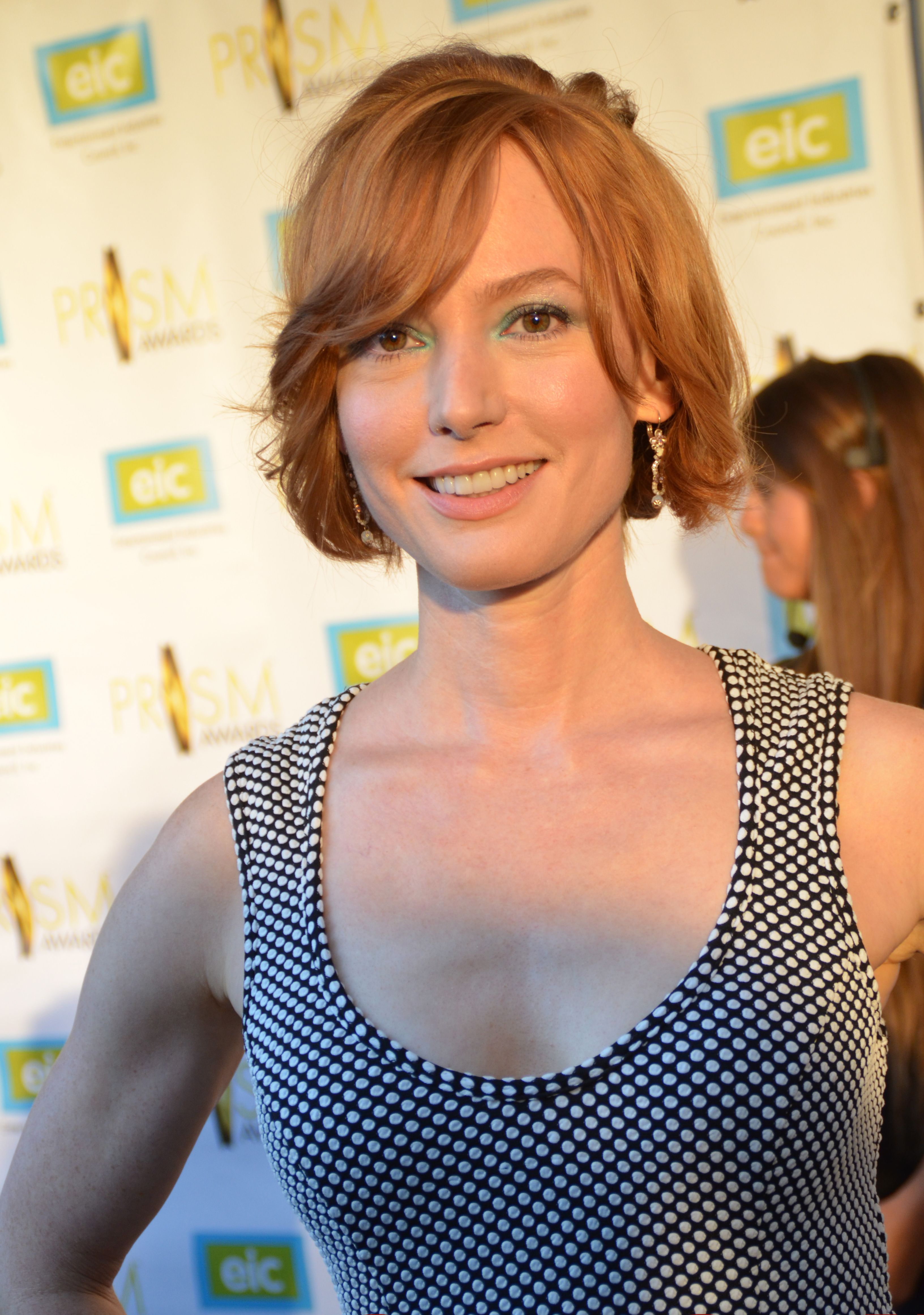
Alicia Witt (2014)

Alicia Roanne Witt (* 21. August 1975 in Worcester, Massachusetts) ist eine US-amerikanische Schauspielerin und Musikerin.

## Leben
Alicia Witt gab ihr Schauspieldebüt 1984 in David Lynchs Der Wüstenplanet. Danach absolvierte sie die Highschool und spielte erst wieder 1990 eine Gastrolle in Twin Peaks. Drei Jahre später drehte sie wiederum mit Lynch für dessen Trilogie Hotel Room. 1994 wurde sie für ihre Hauptrolle in Rafal Zielinskis Film Fun – Mordsspaß mit dem Special Jury Recognition Award des Sundance Film Festival geehrt. Des Weiteren wurde sie für den Independent Spirit Award nominiert. 1995 war sie an der Seite von Richard Dreyfuss in Mr. Holland’s Opus zu sehen. Von 1995 bis 1998 spielte sie die Tochter von Cybill Shepherd in deren Sitcom Cybill. 2002 spielte sie neben Sandra Bullock und Hugh Grant in der Komödie Ein Chef zum Verlieben, 2005 spielte sie neben Joan Allen und Kevin Costner im Film An deiner Schulter. 2007 hatte sie eine temporäre Hauptrolle in der Fernsehserie Criminal Intent – Verbrechen im Visier, wo sie Detective Nola Falacci porträtierte, welche Det. Megan Wheeler vertrat.
Neben ihrer Arbeit als Schauspielerin ist Witt auch als Musikerin aktiv und veröffentlichte im Juli 2009 auf iTunes ihre erste EP Alicia Witt mit vier Eigenkompositionen. Nach zwei digitalen Singles (Me or New York und Santa Baby, 2011) folgte im Mai 2012 die Veröffentlichung des Musikalbums Live at Rockwood. Die Finanzierung dieser Produktion erfolgte mit Eigenmitteln und über die Crowdfunding-Plattform Kickstarter. Im April 2023 nahm Witt als Dandelion an der neunten Staffel der US-amerikanischen Version von The Masked Singer teil, in der sie den achten Platz erreichte.
Ihre Eltern Robert und Diane Witt starben im Dezember 2021 in deren Zuhause. Nach ersten Ermittlungen deuteten Indizien auf Hypothermie als Todesursache hin. Im Frühjahr 2022 gab Witt bekannt, an Brustkrebs erkrankt zu sein. Die Diagnose hatte sie bereits vor dem Tod ihrer Eltern erhalten, aber noch nicht öffentlich gemacht. 2022 unterzog sie sich einer Chemotherapie und einer Mastektomie und ist seither krebsfrei.

## Filmografie (Auswahl)
- 1984: Der Wüstenplanet (Dune)
- 1990, 2017: Twin Peaks (Fernsehserie, 3 Episoden)
- 1991: Liebestraum
- 1993: Bodies, Rest & Motion
- 1994: Fun – Mordsspaß (Fun)
- 1995: Four Rooms
- 1995: Mr. Holland’s Opus
- 1995–1998: Cybill (Fernsehserie, 87 Episoden)
- 1996: Baby Business (Citizen Ruth)
- 1998: Gen 13 (Synchronsprecherin)
- 1998: Bongwater
- 1998: Düstere Legenden (Urban Legend)
- 2000: Die Sopranos (The Sopranos, Fernsehserie, Episode 2x07)
- 2000: Playing Mona Lisa
- 2000: Ally McBeal (Fernsehserie, 2 Episoden)
- 2001: Vanilla Sky
- 2002: Ein Chef zum Verlieben (Two Weeks Notice)
- 2002: American Girl (Confessions of an American Girl)
- 2002: Ten Tiny Love Stories
- 2004: Die Nibelungen (Ring of the Nibelungs)
- 2005: An deiner Schulter (The Upside of Anger)
- 2006: Noch einmal Ferien (Last Holiday)
- 2007: 88 Minuten (88 Minutes)
- 2007: Nora Roberts – Tödliche Flammen (Blue Smoke)
- 2007: Criminal Intent – Verbrechen im Visier (Law & Order: Criminal Intent, Fernsehserie, 5 Episoden)
- 2008: Two and a Half Men (Fernsehserie, Episode 6x05)
- 2009–2011: Friday Night Lights (Fernsehserie, 9 Episoden)
- 2009, 2011–2012: The Mentalist (Fernsehserie, 3 Episoden)
- 2010: Backyard Wedding (Fernsehfilm)
- 2010: Peep World
- 2010: The Flight of the Swan
- 2011: Joint Body
- 2012: Bending the Rules
- 2012: Cowgirls ’n Angels – Ein himmlisches Pferdeabenteuer (Cowgirls ’n Angels)
- 2012: Person of Interest (Fernsehserie, Episode 2x06)
- 2012: I Do
- 2013: Cold Turkey
- 2013: Die verzauberte Schneekugel (A Snow Globe Christmas, Fernsehfilm)
- 2013: Die Dackel sind los (Wiener Dog Nationals)
- 2013: Flat Chested (Kurzfilm)
- 2013: A Very Merry Mix-Up (Fernsehfilm)
- 2013: A Madea Christmas
- 2014: Justified (Fernsehserie, 10 Episoden)
- 2014: Away from Here
- 2014: Christmas at Cartwright’s (Fernsehfilm)
- 2015: Elementary (Fernsehserie, Episode 3x15)
- 2015: The Quest – Die Serie (The Librarians, Fernsehserie, Episode 1x07)
- 2015: I’m Not Ready for Christmas (Fernsehfilm)
- 2015: House of Lies (Fernsehserie, 2 Episoden)
- 2016: The Walking Dead (Fernsehserie, Episoden 6x12–6x13)
- 2016: The Bronx Bull
- 2016: Six LA Love Stories
- 2016: Christmas List (Fernsehfilm)
- 2016: Motive (Fernsehserie, Episode 4x06)
- 2017: The Mistletoe Inn (Fernsehfilm)
- 2017: Supernatural (Fernsehserie, Episode 12x10)
- 2017: The Exorcist (Fernsehserie, 6 Episoden)
- 2018: Disjointed (Fernsehserie, Episode 1x12)
- 2018: Mississippi Requiem
- 2018: Lore (Fernsehserie, Episode 2x06)
- 2018: Spare Room
- 2018: Christmas on Honeysuckle Lane (Fernsehfilm)
- 2019: Our Christmas Love Song (Fernsehfilm)
- 2019: Orange Is the New Black (Fernsehserie, 6 Episoden)
- 2020: I Care a Lot
- 2020: Christmas Tree Lane
- 2020: Moderne Verführung (Modern Persuasion)
- 2022: Alice
- 2022: The Disappearance of Cari Farver (Fernsehfilm)
- 2023: The Masked Singer (Fernsehsendung, Teilnehmerin Staffel 9, 8. Platz)
- 2023: Fuzzy Head
- 2024: Switch Up
- 2024: Longlegs

## Diskografie (Auswahl)
- 2009: Alicia Witt (EP)
- 2011: Me or New York (Single)
- 2011: Santa Baby (Single)
- 2012: Live at Rockwood (Live-Album)
- 2015: Revisionary History (Clean) (Studio-Album, Compass-Records)
- 2021: The Conduit
- 2024: I Think I'm Spending Christmas with You